# Canariellanum
Canariellanum és un gènere d'aranyes araneomorfes de la subfamilia Erigoninae, dins de la família Linyphiidae.
Fou descrit per primera vegada per J. Wunderlich l'any 1987.
Són endèmiques de les Illes Canàries.

## Llista d'espècies
Segons The World Spider Catalog 14.5:
- Canariellanum albidum Wunderlich, 1987
- Canariellanum arborense Wunderlich, 1987 (Espècie tipus)
- Canariellanum hierroense Wunderlich, 1992
- Canariellanum palmense Wunderlich, 1987